# Eulocastra pseudozarboides
Eulocastra pseudozarboides là một loài bướm đêm trong họ Noctuidae.